# Esgrima na Universíada de Verão de 2009

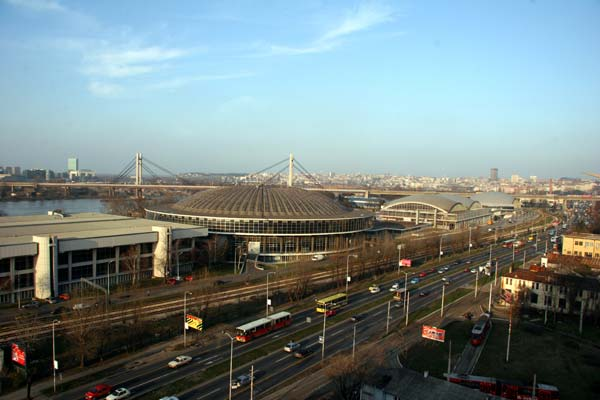
Complexo Belgrade Fair, Belgrado.

A esgrima na Universíada de Verão de 2009 foi disputada no Hall 2 do Belgrade Fair (que também foi o local de treinamento) em Belgrado, Sérvia entre 2 e 7 de julho de 2009.

## Calendário
| Esgrima   | Jun | Julho | Julho | Julho | Julho | Julho | Julho | Julho | Julho | Julho | Julho | Julho | Julho |
| Esgrima   | 30  | 1     | 2     | 3     | 4     | 5     | 6     | 7     | 8     | 9     | 10    | 11    | 12    |
| --------- | --- | ----- | ----- | ----- | ----- | ----- | ----- | ----- | ----- | ----- | ----- | ----- | ----- |
| Masculino |     |       | 1     | 1     | 1     | 1     | 1     | 1     |       |       |       |       |       |
| Feminino  |     |       | 1     | 1     | 1     | 1     | 1     | 1     |       |       |       |       |       |

|  | Dia de competição |  | Dia de final |

## Medalhistas

### Masculino
| Evento     | Ouro                                                                        | Prata                                                                           | Bronze                                                                   |
| Individual | Individual                                                                  | Individual                                                                      | Individual                                                               |
| ---------- | --------------------------------------------------------------------------- | ------------------------------------------------------------------------------- | ------------------------------------------------------------------------ |
| Espada     | SUI Benjamin Steffen                                                        | ITA Paolo Pizzo                                                                 | SUI Fabian Kauter                                                        |
| Espada     | SUI Benjamin Steffen                                                        | ITA Paolo Pizzo                                                                 | HUN Peter Szenyi                                                         |
| Florete    | KOR Son Young-Ki                                                            | ITA Tobia Biondo                                                                | CHN Huang Liangcai                                                       |
| Florete    | KOR Son Young-Ki                                                            | ITA Tobia Biondo                                                                | FRA Thibault Sarda                                                       |
| Sabre      | CHN Wang Jingzhi                                                            | BLR Aliaksandr Buikevich                                                        | CHN Zhong Man                                                            |
| Sabre      | CHN Wang Jingzhi                                                            | BLR Aliaksandr Buikevich                                                        | ITA Luigi Samele                                                         |
| Equipe     |                                                                             |                                                                                 |                                                                          |
| Espada     | SUI Suíça Max Heinzer Fabian Kauter Valentin Marmillod Benjamin Steffen     | ITA Itália Matthew Trager Enrico Garozzo Roberto Bertinetti Paolo Pizzo         | UKR Ucrânia Anatoliy Herey Igor Reyzlin Vitaliy Medvedev Maksym Khvorost |
| Florete    | RUS Rússia Dmitry Zherebchenko Igor Gridnev Artur Akhmatkhuzin Dmitri Rigin | FRA França Thibault Sarda Pierrick Saint-Bonnet Benoit Journet Ghislain Perrier | CHN China Ma Jianfei Li Hua Li Bingwei Huang Liangcai                    |
| Sabre      | CHN China Zhong Man Wang Jingzhi Liu Xiao He Wei                            | ITA Itália Marco Ciari Massimiliano Murolo Luigi Samele Marco Tricarico         | HUN Hungria Zsolt Nagy Csanad Gemesi Balazs Hamar Pal Nagy               |

### Feminino
| Evento     | Ouro                                                                              | Prata                                                                             | Bronze                                                                   |
| Individual | Individual                                                                        | Individual                                                                        | Individual                                                               |
| ---------- | --------------------------------------------------------------------------------- | --------------------------------------------------------------------------------- | ------------------------------------------------------------------------ |
| Espada     | POL Ewa Nelip                                                                     | ROU Simona Deac                                                                   | JPN Nozomi Nakano                                                        |
| Espada     | POL Ewa Nelip                                                                     | ROU Simona Deac                                                                   | RUS Olga Kochneva                                                        |
| Florete    | ITA Claudia Pigliapoco                                                            | RUS Julia Rashidova                                                               | RUS Victoria Kozyreva                                                    |
| Florete    | ITA Claudia Pigliapoco                                                            | RUS Julia Rashidova                                                               | GER Martina Zacke                                                        |
| Sabre      | KOR Kim Hye-Lim                                                                   | CHN Bao Yingying                                                                  | CHN Tan Xue                                                              |
| Sabre      | KOR Kim Hye-Lim                                                                   | CHN Bao Yingying                                                                  | CHN Ni Hong                                                              |
| Equipe     |                                                                                   |                                                                                   |                                                                          |
| Espada     | UKR Ucrânia Olga Petriuk Olena Kryvytska Yana Shemyakina Anfisa Pochkalova        | RUS Rússia Vlada Vlasova Yana Zvereva Elena Shasharina Olga Kochneva              | ITA Itália Marzia Muroni Francesca Boscarelli Mara Navarria Giulia Rizzi |
| Florete    | ITA Itália Benedetta Durando Valentina Cipriani Martina Batini Claudia Pigliapoco | RUS Rússia Diana Yakovleva Victoria Kozyreva Julia Rashidova Larisa Korobeynikova | KOR Coreia do Sul Jeon Hee-Sook Lee Hye-Sun Oh Hye-Mi                    |
| Sabre      | UKR Ucrânia Olga Kiseleva Olena Voronina Iryna Kravchuk Nina Kozlova              | RUS Rússia Anna Illarionova Alina Ozolina Dina Galiakbarova Viktoriya Kovaleva    | KOR Coreia do Sul Kim Hye-Lim Lee Hee-Ra Kim Hyea-Rim                    |

## Quadro de medalhas
| Ordem | País              | Medalha de ouro | Medalha de prata | Medalha de bronze |    |
| ----- | ----------------- | --------------- | ---------------- | ----------------- | -- |
| 1     | ITA Itália        | 2               | 4                | 2                 | 8  |
| 2     | CHN China         | 2               | 1                | 5                 | 8  |
| 3     | KOR Coreia do Sul | 2               |                  | 2                 | 4  |
| 4     | SUI Suíça         | 2               |                  | 1                 | 3  |
|       | UKR Ucrânia       | 2               |                  | 1                 | 3  |
| 6     | RUS Rússia        | 1               | 4                | 2                 | 7  |
| 7     | POL Polônia       | 1               |                  |                   | 1  |
| 8     | FRA França        |                 | 1                | 1                 | 2  |
| 9     | BLR Bielorrússia  |                 | 1                |                   | 1  |
|       | ROU Romênia       |                 | 1                |                   | 1  |
| 11    | HUN Hungria       |                 |                  | 2                 | 2  |
| 12    | GER Alemanha      |                 |                  | 1                 | 1  |
|       | JPN Japão         |                 |                  | 1                 | 1  |
| TOTAL | TOTAL             | 12              | 12               | 18                | 42 |